# 勞工教育
勞工教育或稱在職訓練（英文 On-the-job training），是培训的一种形式，簡言之就是「在工作中學習」，指為了增進知能、提高士氣、維護身心健康、充實生活內涵、提昇生活品質，運用教育的原理與方法，而對勞工所實施的各種教育活動。勞工教育的目的主要是為了提高知識水準，加強謀生能力，改善生活品質，以及培養工會的優秀幹部，以促進勞資和諧。勞工在投入就業市場後，如果不能適當地給予教育機會，不但勞工個人無法成長，企業人力素質更無從提高。

## 領域
- 知能教育：包括語文教育、一般生活常識及副業教育等。
- 公民教育：則包括法律常識、國際現勢、會議規範、地方自治法規等，勞工為國家公民之一，也需具有公民必備常識。
- 生活教育：包括生活禮儀、人際關係、生心理衛生、社會文化、倫理道德教育等，將四維八德實踐餘勞工日常生活中，並具有創造力與學習能力。
- 工會教育：包括工會實務、工會組織、勞資關係、團體協約、職工訓練、勞工運動等。

## 目的
勞工教育的目的主要是為了提高勞工的知識水準，加強勞工的謀生能力，改善勞工的生活，以及培養工會的優秀幹部，以促進勞資和諧。勞工在投入就業市場後，如果不能適當地給予教育機會，不但勞工個人無法成長，企業人力素質更無從提高。

## 重要性
- 落實勞工權益：使勞工知道自身的權利與義務
- 增進勞工生活福祉：包括精神生活與物質生活
- 促進勞資關係的和諧：強化勞雇雙方合作，創造雙贏
- 提升勞動生產力：配合勞方具備量好的工作態度與技能、能不斷的自我充實、具良好的工作倫理、敬業勤勞的精神。資方需改善生產設備與生產管理、做好研究發展等。[3]

## 主要教材

### 勞工保險
勞工保險乃是政府為推行社會政策，應用保險技術，採用強制方式，對於多數勞工遭遇到生、老、病、死、傷、殘等事故時，提供保險給付，以保障最低經濟安全為目的之一種類社會保險制度（柯木興，民82）。可見，勞工保險是社會保險的一種，因此，要深入探討勞工保險的理念，必須先了解社會保險的基本概念、原則特性及其功能。

### 勞資爭議
“勞資爭議”在以集體交涉或團體協商作為勞資關係主軸的國家中，是指因為有關勞動條件的維持或改變所進行之爭論或交涉，通常是指團體協約期滿或即將屆滿時，勞資雙方正在進行洽商的階段，而此時勞資雙方正處於未達成協議之緊張狀況；團體協約是規範勞資雙方權利義務的主要依據，但在團體協約期滿後勞方與資方仍然必須訂定新的團體協約，作為未來雙方享有的權利、履行義務的依據，因此勞資雙方在進行交涉的期間，為了使己方所提之方案被對方接受，雙方皆可在合法的範圍內採取行動，一方面展現己方的實力，他方面也期望迫使他方接受己方所提之方案，這種情形稱為勞資爭議。

### 團體協約
團體協約的定義相當多，可界定為工會與雇主或雇主團體在同等的地位，以達成規定勞動關係之書面契約為目的進行的談判，其最終目的在於減少勞資間的衝突。但最廣為被使用的是國際勞工組織（International Labor Organization，ILO）所界定的“是一個或多數個雇主或雇主團體與一個人或多數個人團體間的協商，其目的是為達到有規定工作及僱傭條件的協議，至於由雇主或其代表人所設置、控制或資助的工人組織，則不失為團體協商所要求的代表工人之團體。”

### 勞工福利
台灣對於“勞工”一詞所涵蓋之類群團體，在政策上及學界的用法上並未有一致的定義。不但勞動基準法、勞工保險條列或勞動人口中的受雇者，所指涉的是不相同的人口類群；另外，有關具有公務員身份的勞工諸議題，盆發凸顯國內對“勞工”一詞的意義，尚未達成共識。相對的，這種定義上的分歧，也彰顯了在現在社會中，“勞工”一詞所涵蓋的身份地位，已日趨複雜。

### 勞工安全衛生
勞工因工業意外、職業疾病而遭致傷害、殘廢甚至死亡時，不僅造成人員的傷亡，且造成工廠財產損失，社會的不安定。據勞工保險局的統計資料顯示，每小時約有4至5人受傷，因此，政府制定勞工安全衛生法規來防止意外事故的發生，以保護勞工生命安全與身體健康，促進社會的安定和繁榮。 有人說，“賺錢有數、安全要顧”，工作場所職業災害的預防，是政府、雇主與勞工三方面的責任。政府負責制定保障勞工安全與衛生的法規。雇主必須確實遵循勞工法令規定，善盡企業責任，做好勞工的照顧與保護工作。勞工本身也應對於與自己切身有關的安全衛生法規有所認識，並有義務遵守，才能於工作時，保障自身的安全、美滿與幸福。

### 勞動基準
所謂勞動的基本標準，即指的是關於勞動條件的最低標準。勞動條件或工作條件，則是指勞工受僱於雇主從事勞動時，勞僱之間必須有關於勞動時間、工資、休息、等條件的規定。當這些條件獲得彼此的同意，勞工便能勞動了。1919年巴黎和會的凡爾賽合約，勞動條件具體且詳細地被提出於國際間，當時列舉了勞工權益及保護勞動者的最低標準，包括維持合理生活標準之工資給付、八小時勞動制、採取每週至少二十四小時的制度、取締童工及男女同工同酬等多項重要規定，似乎成為“勞動憲章”，並為當時國際社會勞工保護立法制定之依循方針。

### 職業訓練
職業訓練教育，例如高職或專科的職業訓練，在工業社會中扮演著一個主導的角色和功能，來調節工業就業市場的需要和個人對就業市場的需求。職業訓練與工業就業市場之間，必須建立一個轉化的機能，一方面協助個人依其性向專長安置於就業市場，另一方面也協助工業就業市場挑選適任的人力，使兩方面均能透過就業安置同蒙其力。也是保障生活、促進就業安全的一項勞工福利制度。

## 各國施行狀況

### 日本
在面臨其國內產業變遷、高齡化、國際化、資訊化趨勢等問題，使得其勞工教育活動愈趨重要，且活動種類亦趨多樣化。其勞工教育的主要目的是為了提高勞工會員的人性尊嚴，謀求自我的實現與追求更大的幸福。為強化組織的發展，對於工會活動的理解，使勞工的行動與意見趨於一致，加強會員的團結。
其勞教機構以「日本勞動研究機構」（政府出資民間經營）與「日本勞動組合總連線」（兼有公營與民營之性質，是日本勞教最為龐大之機構）較為重要。日本在勞工教育活動的內容相當廣泛。勞工教育活動之對象，亦包括眾多的成員。

### 英國
英國勞工教育的發展階段：
- 勞工教育的起源（1899年－1920年）：此時期正值工會主義與社會主義興起之際，因引發工會運動，勞工教育乃應運而生。
- 勞工教育的整合與制度化（1920年－1940年）：此階段正逢英國經濟處於下坡期，此時期之勞工教育發展卻引發民主發展與勞工內容上的負面影響。
- 工會教育的成長（1940年－1964年）：此時期較著重直接及實際的工會教育課程。
- 工會教育的優勢及統勢（1964年－1979年）：此時期全國總工會擴大編制，並於1975年，就業保障法案通過使工會代表享有免費參加產業關係課程的合法權利。
- 新的衝擊（1980年－迄今）：1980年代初期，擴大勞工教育的範圍，但勞工教育仍是以工會為主，其他單位為輔的行政體系。勞教課程則因主辦單位不同而有差異。另勞教經費來源，各單位亦有所不同。[11]

### 美國
美國的勞工教育試圖符合勞動者的需求和興趣，並以促進工人參與工會活動為目的。
在勞工教育方面，於1903年已開始生根，1930年代，大量會員進入貿易工會，致使勞工教育目標的轉變，其課程內容加重教育新職員如何組織、領導與有效管理工會組織。但整體而言，勞教機構、組織、方法、課程內容等，都呈現多樣性與複雜性，以適應不同個體的需求。
美國勞工教育制度的組織結構：政府部門、工會、學術機構、私人機構與企業雇主。1960年以後，通過一系列與成人基本教育有關的立法，促使勞工教育及成人教育邁入新的里程。
美國聯邦政府（勞工部就業和培訓局）對勞工教育所提供的資助或補貼有限，州政府、地方政府、工會、大學院校或社區學院、學術機構、私人機構、雇主及其他慈善機構等，是主要的勞工教育主導者。

## 相關
人力资源
- 人力資源諮詢（英语：Human resource consulting）
- 人力资源管理
- 績效改進計畫

勞資關係協進會
- 美國勞資關係協進會（英语：Labor and Employment Relations Association）
- 中華民國勞資關係協進會 （页面存档备份，存于）

學術教育課程
- List of human resource management graduate degree programs（英语：List of human resource management graduate degree programs）
- 勞工關係學系